# Hedwig Marquardt
Hedwig Marquardt (28 de noviembre de 1884 - 14 de abril de 1969) es una de las pocas mujeres artistas cuyas obras pertenecen a la tradición expresionista alemana. 

## Formación e influencias artísticas.
Hedwig Marquardt era hija de Johann Friedrich Marquardt y Hedwig Franziska Marquardt. Su padre era médico del pueblo de Biere, cerca de Magdeburgo, Alemania. 
Inicialmente se formó como profesora de arte en Kassel, pero continuó estudiando arte en la Kunstgewerbeschule de Magdeburgo y luego, con el profesor Engels, en una academia en Múnich en el periodo 1906-09. Se conservan muy pocas de sus obras anteriores a la década de 1920. Las primeras muestran la influencia de los paisajistas alemanes contemporáneos, particularmente los de la Escuela de Worpswede y, en su pintura figurativa, de las de Käthe Kollwitz. 
En 1912, Marquardt vivía en Berlín y estudió durante un tiempo con Lovis Corinth. El arte de vanguardia que vio aquí (en particular el trabajo de artistas como Franz Marc, Wassily Kandinsky y Lyonel Feininger) le permitió desarrollar un lenguaje artístico que siguió, en términos generales, durante el resto de su vida en su pintura. y obra gráfica. La figura del caballo, símbolo de energía y espíritu libre, imagen recurrente en su obra, puede derivar de su educación rural pero también debe mucho a Franz Marc. Expuso en la Juryfreie Kunstschau (de) de Berlín en 1911 y 1913 y en la Magdeburg Kunstschau en 1912. En 1914 pintó una gran crucifixión para la iglesia de su pueblo de Biere. 

## Obras de cerámica en Kieler Kunst-Keramik
Como a tantas mujeres artistas, a Marquardt le resultó difícil ganarse la vida con sus obras, especialmente en el período turbulento de inflación posterior a la Primera Guerra Mundial. Entonces se dedicó a la cerámica, abandonó Berlín en 1921 y se trasladó a Karlsruhe, donde trabajó en la Grossherzogliche Majolika Manufaktur como pintora de cerámica, decorando el trabajo de otros, en particular las populares figuras de pájaros de Emil Pottner. En 1922 conoció a la escultora y ceramista Augusta Kaiser, que a partir de 1922 se llamó Gust Kaiser  y que en ese momento también trabajaba como pintora de cerámica en la fábrica de Karlsruhe.
En 1924, Philip Danner, que había dejado la fábrica de Karlsruhe para dirigir una nueva empresa de producción de arte cerámico en Kiel, la invitó a unirse a la Kieler Kunst-Keramik . Marquardt sólo estuvo empleada durante un año en Kiel, pero en este corto tiempo produjo una importante cantidad de obras originales que están bien documentadas y consideradas como excelentes ejemplos de cerámica producida en el apogeo del período del art déco. Sin embargo, su trabajo en cerámica se debe tanto a su experiencia en la pintura expresionista como al lenguaje más puramente decorativo del art déco.  En esta empresa se unió a ella su socia y colaboradora artística, la talentosa Augusta Kaiser (1895-1932).  Marquardt, que nunca encontró fáciles las relaciones personales, se peleó con sus patronos y junto a Kaiser abandonó Kiel el 31 de marzo de 1925. Las dos intentaron durante un tiempo sobrevivir como artistas independientes, produciendo pequeñas cerámicas, bordados y arte ilustrativo y comercial, pero en 1927 Marquardt aceptó un puesto de profesora en una escuela de Hannover, cargo que ocupó hasta su jubilación en 1949. Tras la temprana muerte de Kaiser en 1932, Marquardt compartió su vida con la artista Charlotte (Lotte) Boltze (1881-1959), que era su amiga íntima desde que estudiaron juntas en Múnich.

## Identificación y fechado de su trabajo.
Aparte de su obra cerámica de Kiel, es extremadamente difícil fechar la obra de Marquardt. Esto se debe a que su principal estilo expresionista se mantuvo notablemente consistente. La mayor parte de las obras que se sabe que sobrevivieron probablemente sean posteriores a la Segunda Guerra Mundial. Queda por ver si se descubrirán más de sus obras anteriores. Sus obras más típicas favorecen los contornos marcados y las amplias diagonales, a menudo con rostros severos y serios.
Sin embargo, también hay representaciones más suaves y naturalistas, particularmente de árboles, que recuerdan al romanticismo alemán del siglo XIX, y también poderosos retratos grabados en madera con pluma y tinta que le deben mucho a Durero. Rara vez exponía sus obras. En las obras en las que aparece una fecha es muy probable que se haya añadido posteriormente para que figuren de antes de lo que realmente son. Aunque algunas pinturas están firmadas, muchas no. Hay pinturas al óleo, pero la mayor parte de su obra conocida es sobre papel, utilizando una variedad de medios, a menudo mezclando lápices de colores con acuarela.

## Reputación como mujer artista
La escasez de artistas alemanas de principios del siglo XX que sean ampliamente conocidas es una indicación de lo difícil que era para las mujeres triunfar en un mundo del arte dominado por los hombres. Las pocas que lo hicieron, por ejemplo Gabriele Münter y Paula Modersohn-Becker, a menudo estaban estrechamente vinculadas a artistas masculinos de éxito. La necesidad de Marquardt de dedicarse a una carrera docente para mantenerse, junto con la represión de la libertad artística bajo el Tercer Reich, probablemente restringieron su desarrollo como artista. Como lesbiana, tampoco podía ni quería (tenía una mala opinión de los hombres en general, aunque dibujaba y pintaba a hombres con más frecuencia que a mujeres) buscar apoyo masculino. Sin embargo, la evidencia de sus obras muestra a una artista de carácter distinto y originalidad. Lo mejor de su obra destaca bien cuando se lo compara con el de los exponentes más ilustres del expresionismo alemán. 
Ejemplos de las obras de Marquardt se encuentran en las colecciones del Museo Británico de Londres y de la Leicester City Gallery. El Stadtmuseum Kiel y el Keramik-Museum Berlin albergan algunas de sus piezas de cerámica. Su obra aparece de vez en cuando en el mercado del arte en Alemania, Inglaterra y Estados Unidos.